# Lovehunter
Lovehunter – drugi album muzyczny grupy rockowej Whitesnake wydany październiku w 1979 roku.

## Lista utworów
| 1.  | „Long Way From Home” (David Coverdale)                                               | 4:56  |
|     |                                                                                      |       |
| 2.  | „Walking In The Shadow Of The Blues” (Coverdale, Bernie Marsden)                     | 4:24  |
|     |                                                                                      |       |
| 3.  | „Help Me Thro' The Day” (Leon Russell)                                               | 4:39  |
|     |                                                                                      |       |
| 4.  | „Medicine Man” (Coverdale)                                                           | 3:59  |
|     |                                                                                      |       |
| 5.  | „You 'n' Me” (Coverdale, Marsden)                                                    | 3:30  |
|     |                                                                                      |       |
| 6.  | „Mean Business” (Coverdale, Micky Moody, Marsden, Neil Murray, Jon Lord, Dave Dowle) | 3:48  |
|     |                                                                                      |       |
| 7.  | „Love Hunter” (Coverdale, Moody, Marsden)                                            | 5:39  |
|     |                                                                                      |       |
| 8.  | „Outlaw” (Coverdale, Marsden, Lord)                                                  | 4:03  |
|     |                                                                                      |       |
| 9.  | „Rock ’N’ Roll Women” (Coverdale, Moody)                                             | 4:45  |
|     |                                                                                      |       |
| 10. | „We Wish You Well” (Coverdale)                                                       | 1:34  |
|     |                                                                                      |       |
|     |                                                                                      | 41:17 |
|     |                                                                                      |       |

## Twórcy
- David Coverdale – wokal
- Micky Moody – gitara
- Bernie Marsden – gitara
- Neil Murray – bas
- Jon Lord – Keyboard
- Dave Dowle – perkusja